# Muraenidae
Las morenas o murénidos (Muraenidae, del latín muraena) son una familia de peces anguiliformes que habitan aguas tropicales y subtropicales de todo el mundo donde se hallen arrecifes coralinos; lo que les permite, gracias a su fisonomía serpentiforme, acechar a su presa desde las grietas.
Tienen un cuerpo en forma de serpiente que llega a medir hasta 150 cm.

## Anatomía

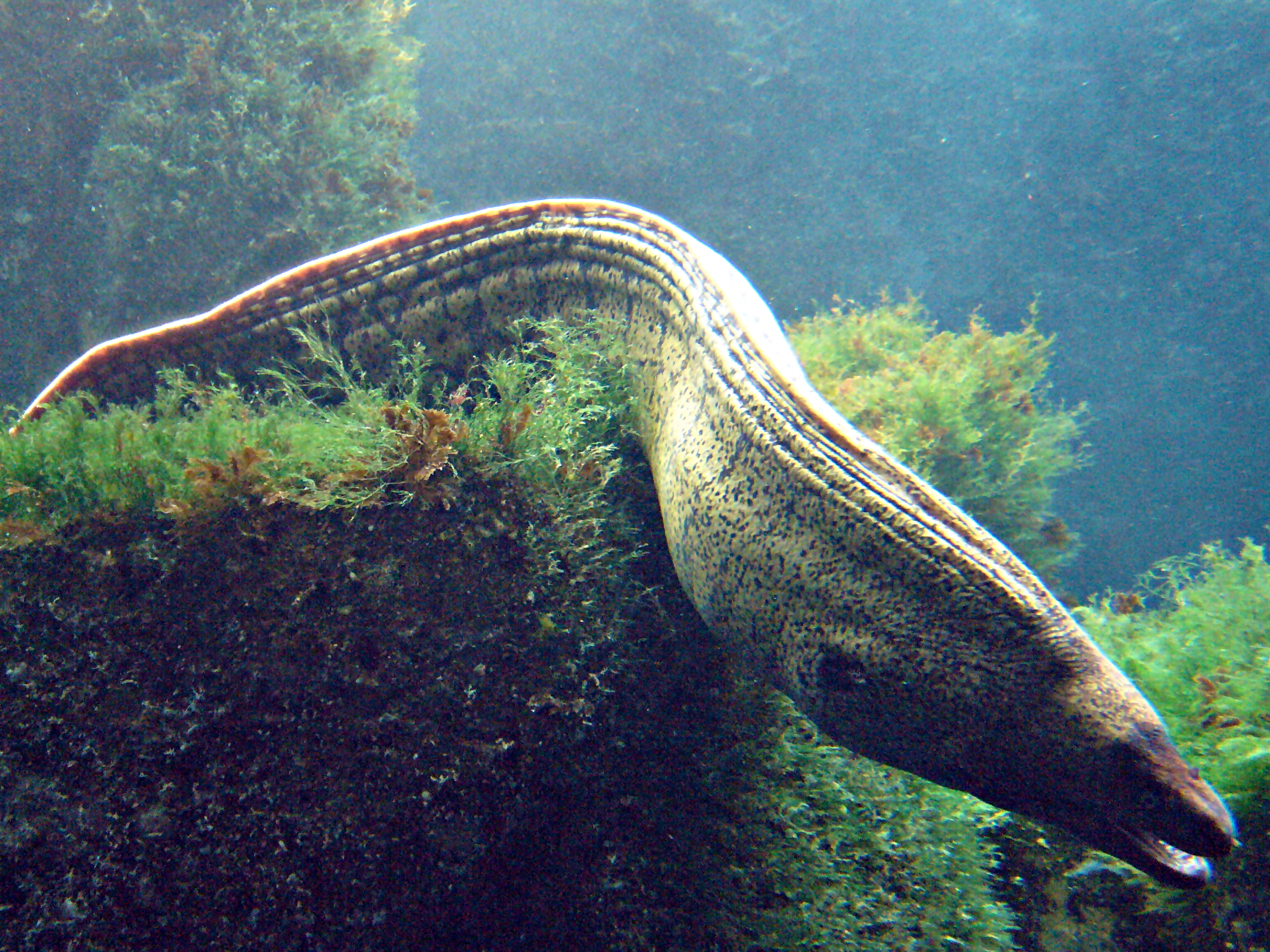
Muraena helena mostrando la morfología típica de las morenas: un robusto cuerpo "anguiliforme", la falta de aleta pectoral y agallas circulares

La aleta dorsal se extiende detrás de la cabeza, pasa por la espalda y se une a la caudal y la aleta anal. La mayoría de las especies no tienen aleta pectoral y aleta pélvica, contribuyendo a su apariencia serpentina. Sus ojos son bastante pequeños, las morenas dependen de su sentido del olfato altamente desarrollado, manteniéndose quietas y ocultas para emboscar a sus presas.
El cuerpo generalmente presenta patrones coloridos para favorecer la cripsis. En ciertas especies, hasta el interior de la boca presenta patrones de la misma manera. Sus mandíbulas son anchas, marcando un hocico que sobresale de la cabeza. La mayoría posee grandes dientes que usan para cortar la carne o agarrar presas que puedan ser escurridizas. Un relativo pequeño número de especies, por ejemplo la morena copo de nieve (Echidna nebulosa) y la morena cebra (Gymnomuraena zebra), se alimentan principalmente de crustáceos y otros animales de concha dura, y poseen molares romos especiales para romper la dura concha de sus presas.

Anatomía de las mandíbulas de una morena

La cabeza de la morena es demasiado estrecha para crear las bajas presiones en su interior que emplean la mayoría de los peces para tragar sus presas. Probablemente debido a esto, poseen un segundo par de mandíbulas en su garganta llamado mandíbula faríngea , que también poseen dientes (como las tilapias). Cuando se alimentan, la morena lanza estas mandíbulas hacia la boca, donde agarran a la presa y la transportan al interior de la garganta y el aparato digestivo. Las morenas son los únicos animales que usan las mandíbulas faríngeas para capturar y retener activamente una presa.
Las morenas secretan una mucosa protectora, y en algunas especies, venenosa, alrededor de su piel suave y sin escamas. Poseen una piel muy gruesa con una alta densidad de células caliciformes en la epidermis que permiten producir mucosa mucho más rápido que en otras especies de anguilas. Esto permite que los gránulos de arena se adhieran a los lados de sus madrigueras en las morenas que cazan en la arena,
haciendo las paredes de la madriguera más permanentes debido a la glicosilación de las mucinas presentes en la mucosa. Sus agallas pequeñas y circulares, localizadas a los lados posteriores a la boca, obligan a la morena a mantener un hueco para facilitar la respiración.
Las morenas son carnívoras y se alimentan principalmente de peces más pequeños, pulpos, calamares, sepias y crustáceos. Unos de sus pocos depredadores son los meros, las barracudas y las serpientes marinas. Ciertas especies de morena se explotan para su uso comercial, aunque algunas pueden producir intoxicación por ciguatera.
Una morena puede atacar a los seres humanos por medio de una dolorosa mordedura con sus afilados dientes, aun así esta mordedura no es venenosa pues carecen de glándulas secretoras de veneno. No obstante, estos ataques en ningún caso son deliberados, ellas sólo atacan cuando son molestadas o si sienten que están invadiendo su espacio.

## Clasificación
La familia Muraenidae se compone de dos subfamilias y quince géneros:
- Subfamilia Muraeninae
  - Echidna
  - Enchelycore
  - Enchelynassa
  - Gymnomuraena
  - Gymnothorax
  - Monopenchelys
  - Muraena
  - Pseudechidna
  - Rhinomuraena
  - Strophidon
- Muraeninae incertae sedis
  - Leptocephalus
- Subfamilia Uropterygiinae
  - Anarchias
  - Channomuraena
  - Cirrimaxilla
  - Scuticaria
  - Uropterygius